# Niels Henrik Linnet
Niels Henrik Linnet (født 1948) er en tidligere dansk atlet. Han var medlem af AGF.

## Danske mesterskaber
- Bronze 1973 Højdespring 2,00
- Bronze 1972 Højdespring 2,00
- Sølv 1970 Højdespring 2,00
- Bronze 1967 Højdespring 1,95